# The Flaming Lips (EP)
The Flaming Lips es el EP debut de la banda estadounidense de rock The Flaming Lips, lanzado en 1984. Se remasterizó y formó parte del álbum recopilatorio Finally the Punk Rockers Are Taking Acid. "Bag Full of Thoughts" se recicló en la compilación A Collection of Songs Representing an Enthusiasm for Recording...By Amateurs. En el momento de este EP Mark Coyne era el vocalista principal de la banda.

## Lista de canciones
| N.º | Título                                  | Duración |  |
| 1.  | «Bag Full of Thoughts»                  | 5:34     |  |
| 2.  | «Out for a Walk»                        | 3:20     |  |
| 3.  | «Garden of Eyes/Forever Is a Long Time» | 5:29     |  |
| 4.  | «Scratching the Door»                   | 7:12     |  |
| 5.  | «My Own Planet»                         | 4:11     |  |

## Personal
- Wayne Coyne
- Mark Coyne
- Michael Ivins
- Richard English